# Тринкомале
Тринкомале (на тамилски: திருகோணமலை, Tirukōṇamalai) е пристанищен град в североизточната част на Шри Ланка на 110 мили от град Канди.
Населението на града е 48 351 души, според преброяване от 2012 г.
Свещен град за тамилите. Градът е бил столица на бившата тяхна непризната държава Тамил Илам. Известен е като историческа дестинация с многото си будистки храмове и фортове.